# Birney (Montana)
Birney é uma Região censo-designada localizada no Estado americano de Montana, no Condado de Rosebud.

## Demografia
Segundo o censo americano de 2000, a sua população era de 108 habitantes.

## Geografia
De acordo com o United States Census Bureau tem uma área de 
39,1 km², dos quais 39,1 km² cobertos por terra e 0,0 km² cobertos por água. Birney localiza-se a aproximadamente 952 m acima do nível do mar.

## Localidades na vizinhança
O diagrama seguinte representa as localidades num raio de 44 km ao redor de Birney. 